# Ling (dinastija Han)
Ling (kitajsko: 漢靈帝 / 漢灵帝; pinjin: Hàn líng dì), z osebnim imenom Liu Hong je bil 12. in zadnji močni cesar dinastije Vzhodni Han, ki je vladal 21 let od februarja 168 do svoje smrti maja 189, * 156/157/158, † 13. maj 189.
Bil je sin manjšega markiza, neposrednega potomca cesarja Džanga, tretjega cesarja Vzhodnega Hana. Za cesarja je bil izbran februarja 168 po smrti svojega predhodnika, cesarja Huana, ki ni imel moškega naslednika. 
Med vladavino cesarja Linga so v Vzhodnem Hanu, tako kot med vladavino njegovega predhodnika, ponovno vladali pokvarjeni evnuhi, ki so obvladovali centralno vlado cesarstva. Džang Rang, vodja frakcije evnuhov, je uspel prevladati na političnem prizorišču, potem ko je oktobra 168 premagal frakcijo, ki sta jo vodila Dov Vu, oče vdove cesarice Dov, in konfucijanski učenjak-uradnik Čen Fan. Cesarja Linga državne zadeve niso zanimale in se je raje prepuščal ženskam in dekadentnemu življenju. Skorumpirani uradniki v hanski vladi so v tem času kmetom naložili visoke davke. Razmere v cesarstvu je zaostrila uvedba prodaje političnih funkcij, ki je resno škodila sistemu javnih služb Hana in privedla do širjenja korupcije. Zaostreno vzdušje proti hanski vladi je v začetku leta 184 privedlo do izbruha upora rumenih turbanov, ki so ga vodili kmetje. 
Vladavina cesarja Linga je privedla dinastijo Vzhodni Han na rob propada. Po njegovi smrti je cesarstvo Han v kaosu v naslednjih desetletjih razpadlo. V tem času so se različni regionalni vojskovodje borili za svojo oblast in prevlado. Dinastija Han je dokončno propadla leta 220, ko je Lingov sin cesar Šjan odstopil. Z njegovim odstopom se je na Kitajskem začelo obdobje treh kraljestev.

## Zgodnja vladavina
Najpomembnejša uradnika v centralni vladi sta postala Dov Vu in Čen Fan, ki  sta si prizadevala odstraniti frakcijo pokvarjenih evnuhov. Kasneje leta 168 so celo nameravali iztrebili vse vplivne evnuhe, vendar je cesarica vdova Dov predlog zavrnila. Načrt se je kjlub tajnosti razvedel. Evnuhi so cesarico vdovo ugrabili, cesarja pa prepričali, da gre za njegovo varnost, in ga priprli. Čen Fana so usmrtili. Dov Vu se je uprl, vendar je bil na koncu poražen in prisiljen storiti samomor. Klan Dov je bil v celoti pomorjen, evnuhi, ki sta jih vodila  Cao Džje in Vang Fu pa so postali najmočnejši posamezniki v osrednji vladi. 
Po uničenju klana Dov leta 169 je cesar Ling svojo mater povišal na položaj cesarice vdove, vendar je kot cesarico vdovo še naprej častil tudi Dov, ki je bila v hišnem priporu. V vlado so začeli vstopati člani klana Dong, vendar niso imeli bistvenega vpliva. Kasneje istega leta so evnuhi prepričali cesarja Linga, da "partizani",  tj.  konfucijanski uradniki in njihovi pristaši, načrtujejo upor. Veliko partizanov je bilo aretiranih in ubitih, drugim pa so bile popolnoma odvzete državljanske svoboščine. Dogodek je v zgodovinopisju znan kot druga katastrofa partizanskih prepovedi. 
Cesarica vdova Dov je umrla leta 172. Cesar Ling jo je kljub predlogom evnuhov, naj jo pokopljejo kot cesarjevo soprogo in ne kot soprogo cesarja Huana, dal pokopati v mavzoleju cesarja Huana z vsemi častmi, ki se spodobijo za cesarjevo vdovo. Po njeni smrti je neznan vandal na vrata palače zapisal:  
"Vse, kar je pod nebom, je v pretresu. Cao in Vang sta umorila cesarico vdovo. Ključni uradniki znajo biti le uradniki in niso imeli povedati ničesar vrednega."
Jezni evnuhi so odredili preiskavo, aretirali okoli tisoč oseb, vendar niso odkrili ničesar dokončnega. Tistega leta so evnuhi lažno obtožili izdaje in prisilili k samomoru tudi Lju Kuja, bohajskega princa in brata cesarja Huana. Vsi člani njegovega gospodinjstva, vključno z ženo, priležnicami, otroki, pomočniki in uradniki kneževine, so bili zbrani in usmrčeni. Vlada Hana je postala še bolj skorumpirana in naložila podložnikom še težje davke. Cesar Ling tudi potem, ko je odrasel, ni sprejel nobenih popravnih ukrepov in večinoma še naprej toleriral pokvarjenost evnuhov. Velik poraz vojske Hana v vojni s Šjanbeji leta 177 je dodatno izčrpal cesarsko zakladnico. 
Leta 178 je Lingova žena Song, ki je bila leta 171 povišana v cesarico, postala žrtev zarote evnuhov. Lažno so jo obtožili, da je s čarovništvom preklela cesarja Linga. Cesar jim je verjel in cesarico odstavil in zaprl. Obupana gospa Song je v zaporu umrla. Njen oče Song Feng in preostali člani njene družine so bili usmrčeni.

## Srednja vladavina
Leta 178 je cesar Ling uvedel prodajo političnih položajev za denar, ki je resno škodila sistemu javne uprave in vodila v še večjo korupcijo. Cesarju je skorumpiran sistem ustrezal in je celo dovolil obročno plačevanje kupnine po nastopu funkcije, če kupci niso imeli dovolj denarja. 
Januarja 181 je cesar Ling postavil gospo He za novo cesarico in njenega brata He Džina imenoval za ključnega uradnika v svoji vladi. Položaj cesarice je dobila potem, ko je cesarju rodila sina Lju Bjana. Cesar je imel še druge sinove, vendar so vsi umrli pred Lju Bjanovim rojstvom. 
V teh letih je cesarja Linga začela zanimati gradnja cesarskih vrtov. V ta namen je po celem cesarstvu uvedel nov davek, ki se je stekal neposredno na njegov račun in bil namenjen financiranju njegovih gradbenih projektov. 
Cesar Ling je kljub vsem svojim napakam občasno upošteval dobre nasvete svojih podložnikov, vendar pri tem ni bil dosleden. 

### Upor rumenih turbanov
Nekaj pred letom 183 se je v provinci Dži začelo veliko taoistično uporniško gibanje, ki ga je vodil Džang Džjao iz sekte tajping. Trdil je, da ima magične moči za zdravljenje bolnih. Do leta 183 so se njegovi nauki in privrženci razširili v osem od trinajstih provinc cesarstva. Več ključnih cesarskih uradnikov je postalo zaskrbljenih zaradi vpliva, ki ga je imel Džang Džjao, in predlagalo, da se sekta tajping razpusti. Cesar Ling jih ni poslušal. 
Džang Džjao je dejansko načrtoval upor. Pooblastil je 36 vojaških poveljnikov, ustanovil vlado v senci in napisal izjavo: 
"Azurno nebo je propadlo; glej, rumeno nebo bo kmalu vstalo. Ko bo leto džjazi, bo blaginja pod nebesi!"
Vstajo v cesarski palači je načrtoval Ma Juanji s še dvema evnuhoma. 
V začetku leta 184 je bila zarota na dvoru odkrita in Ma Juanji je bil takoj aretiran in usmrčen. Cesar Ling je ukazal aretacijo in usmrtitev vseh članov sekte tajping , Džang Džao pa je takoj razglasil upor. Uporniki so kot simbol nosili rumene turbane ali rute, po katerih je upor dobil ime. Evnuh Li Čjang, naklonjen partizanom, je cesarju predlagal, naj pomilostil partizane, da se ne bi pridružili upornikom.  
Cesar Ling je proti rumenim turbanom poslal več svojih generalov. Konec leta 184 je bil Džang Džjao ubit, preostali uporniki pa niso bili takoj poraženi in so se do naslednjega leta postopoma razšli. Več manjših uporov je bilo zadušenih zadušenih šele leta 205. Po porazu rumenih turbanov  nadzor centralne vlade nad provincami ni bil več tak, kot je bil.

## Pozna vladavina
Cesar Ling tudi po uporu rumenih turbanov ni spremenil svojih potratnih in pokvarjenih navad. Še naprej je zaračunaval visoke davke in še naprej prodajal državne službe, kar je sprožilo več kmečkih in vojaških uporov. Po požaru v južnem delu cesarske palače leta 185 je ukazal uradnikom v poveljstvih Tajjuan, Hedong in Didao, naj začnejo v cesarsko palačo dobavljati les in raznobarven kamen. Pod pretvezo, da je les slabe kakovosti, so ga evnuhi plačevali daleč pod tržnimi cenami, tudi za samo desetino tržne vrednosti, in ga poskušali preprodati po veliko višjih cenah. Ker jim to ni uspelo, je les začel propadati. Obnova palače je trajala več let, višji davki, ki so jih uvedli lokalni uradniki, pa so povzročili še večjo zamero preprostega prebivalstva.
Leta 186 je cesar Ling začel graditi novo dvorano palače s štirimi velikimi bronastimi kipi, štirimi ogromnimi bronastimi zvonovi in kipi živali, ki so brizgale vodo, in ukazal kovati in dati v obtok nov denar. Mnogo ljudi je to razumelo kot razkazovanje cesarjeve razsipnosti.  
Leta 188 je cesar Ling na predlog Lju Jana močno povečal pooblastila  guvernerjev provinc in za ključne guvernerje imenoval svoje ljudi. 
Leta 189 je cesar Ling kritično zbolel in pojavilo se je vprašanje nasledstva. Cesar je imel dva živa sinova – Lju Bjana, sina cesarice He, in Lju Šjeja, sina soproge Vang. Lju Bjan je bil starejši, a po cesarjevem mnenju premalo samostojen. Z odločitvijo je vsekakor okleval.  
Po cesarjevi smrti kasneje istega leta je mogočni evnuh Džjan Šuo nameraval ubiti brata cesarice He, generalnega poveljnika He Džina, in nato za cesarja postaviti Lju Šjeja. He Džin je preprečil njegove načrte in za cesarja razglasil Lju Bjana.

## Družina
Soproge in otroci:
- cesarica Song iz klana Song (u. 178)
- cesarica He iz klana He (u. 189)
  - Lju Bjan (cesar Šao, 176–190), prvi sin
- cesarica Linghuaj iz klana Vang z osebnim imenom Rong (u. 181)
  - cesar Šjan (Lju Šje, 181–234), drugi sin
- neimenovana soproga
  - princesa Vannijan, prva hči

## Predniki
|  |                                     |  |  |  |  |  |  |  |  |  |  |  |  |  |  |  |
|  | cesar Džang (dinastija Han) (57–88) |  |  |  |  |  |  |  |  |  |  |  |  |  |  |  |
|  |                                     |  |  |  |  |  |  |  |  |  |  |  |  |  |  |  |
|  |                                     |  |  |  |  |  |  |  |  |  |  |  |  |  |  |  |
|  | Lju Kaj (u. 131)                    |  |  |  |  |  |  |  |  |  |  |  |  |  |  |  |
|  |                                     |  |  |  |  |  |  |  |  |  |  |  |  |  |  |  |
|  |                                     |  |  |  |  |  |  |  |  |  |  |  |  |  |  |  |
|  | gospa Šen                           |  |  |  |  |  |  |  |  |  |  |  |  |  |  |  |
|  |                                     |  |  |  |  |  |  |  |  |  |  |  |  |  |  |  |
|  |                                     |  |  |  |  |  |  |  |  |  |  |  |  |  |  |  |
|  | Lju Šu                              |  |  |  |  |  |  |  |  |  |  |  |  |  |  |  |
|  |                                     |  |  |  |  |  |  |  |  |  |  |  |  |  |  |  |
|  |                                     |  |  |  |  |  |  |  |  |  |  |  |  |  |  |  |
|  | cesarica Šjaomu                     |  |  |  |  |  |  |  |  |  |  |  |  |  |  |  |
|  |                                     |  |  |  |  |  |  |  |  |  |  |  |  |  |  |  |
|  |                                     |  |  |  |  |  |  |  |  |  |  |  |  |  |  |  |
|  | Lju Čang                            |  |  |  |  |  |  |  |  |  |  |  |  |  |  |  |
|  |                                     |  |  |  |  |  |  |  |  |  |  |  |  |  |  |  |
|  |                                     |  |  |  |  |  |  |  |  |  |  |  |  |  |  |  |
|  | cesarica Šjaojuan                   |  |  |  |  |  |  |  |  |  |  |  |  |  |  |  |
|  |                                     |  |  |  |  |  |  |  |  |  |  |  |  |  |  |  |
|  |                                     |  |  |  |  |  |  |  |  |  |  |  |  |  |  |  |
|  | cesar Ling (156–189)                |  |  |  |  |  |  |  |  |  |  |  |  |  |  |  |
|  |                                     |  |  |  |  |  |  |  |  |  |  |  |  |  |  |  |
|  |                                     |  |  |  |  |  |  |  |  |  |  |  |  |  |  |  |
|  | cesarica vdova Dong (u. 189)        |  |  |  |  |  |  |  |  |  |  |  |  |  |  |  |
|  |                                     |  |  |  |  |  |  |  |  |  |  |  |  |  |  |  |
|  |                                     |  |  |  |  |  |  |  |  |  |  |  |  |  |  |  |

## Primarna vira
- Fan Je. Knjiga Kasnejšega Hana (Houhanshu).
- Sima Guang (1084). Zapisi velikega zgodovinarja.

| Cesar LingHiša LjuRojen: 156 Umrl: 13. maj 189 |                                                                   |                |
| Vladarski nazivi                               |                                                                   |                |
| Predhodnik: Huan                               | Cesar Kitajske Vzhodni Han 168–189 z cesarico vdovo Dov (168–172) | Naslednik: Šao |